# آکارای آبی
آکارای آبی (نام علمی: Andinoacara pulcher) نام یک گونه از تیره سیکلید است.